# علی رابو
علی رابو (انگلیسی: Ali Rabo؛ زادهٔ ۶ ژوئن ۱۹۸۶) بازیکن فوتبال اهل بورکینافاسو است.
از باشگاه‌هایی که در آن بازی کرده است می‌توان به باشگاه فوتبال مقاولون عرب و باشگاه فوتبال امانت بغداد اشاره کرد.
وی همچنین در تیم ملی فوتبال بورکینافاسو بازی کرده است.